# الکس هانتر
الکساندر کمبل هانتر (زاده ۲۷ سپتامبر ۱۸۹۵ – درگذشته ژانویه ۱۹۸۴) بازیکن قوتبال حرفه‌ای اسکاتلندی بود که به عنوان دروازه‌بان برای کوئینز پارک، تاتنهام هاتسپور، ویگان بورو و نیوبدفورد ویلرز بازی کرد.

## دوران حرفه‌ای
هانتر که در رنفرو به دنیا آمد، قبل از پیوستن به کوئینز پارک، کار خود را با باشگاه محلی رنفرو جونیورز آغاز کرد. او به تاتنهام هاتسپر ملحق شد و یکی از اعضای تیم برنده فینال جام حذفی ۱۹۲۱ بود. هانتر در ۲۶ مسابقه در تمام مسابقات برای لیلی وایتز حضور داشت. پس از ترک وایت هارت لین در سال ۱۹۲۲، او به ویگان بورو رفت، جایی که در ۳۹ بازی دیگر بازی کرد. هانتر برای مدت کوتاهی به اسکاتلند بازگشت تا برای آرمادیل قبل از پایان کار خود با تیم لیگ فوتبال آمریکایی نیو بدفورد والرز.

## افتخارات
تاتنهام هاتسپر
- جام حذفی: ۱۹۲۱